# Lidzija Marozava
Lidzija Aljaksandrawna Marozava (hviderussisk: Лідзія Аляксандраўна Марозава, russisk: Лидия Александровна Морозова, født 8. oktober 1992 i Minsk, Hviderusland) er en professionel tennisspiller fra Hviderusland.